# 克林嫩山
46°37′58″N 8°05′50″E / 46.632692°N 8.097313°E

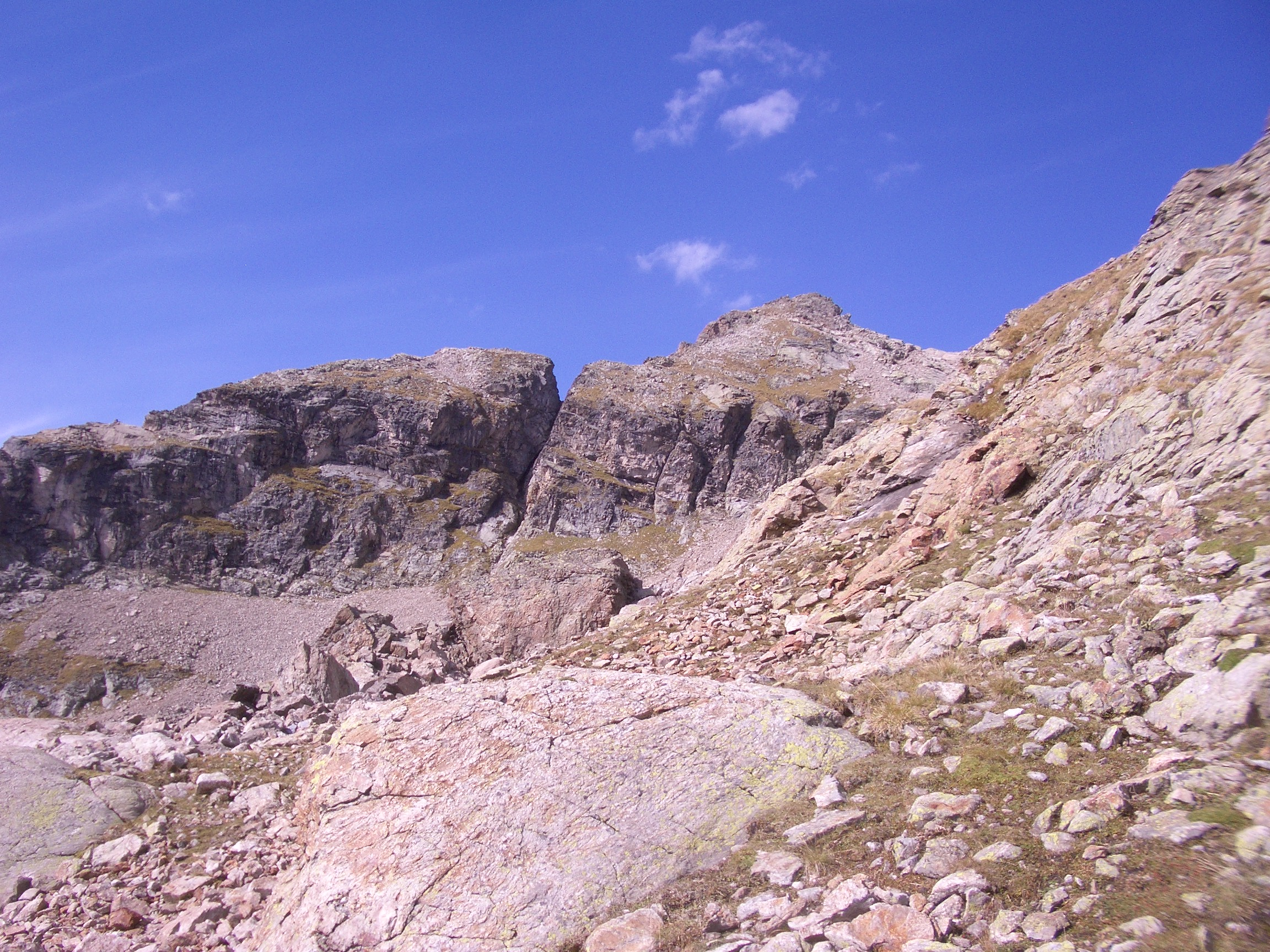

克林嫩山（Chrinnenhorn），是瑞士的山峰，位於該國中部，由伯恩州負責管轄，屬於伯爾尼山的一部分，處於伯爾尼東南面60公里，每年平均降雨量2,465毫米。